# MTR Corporation

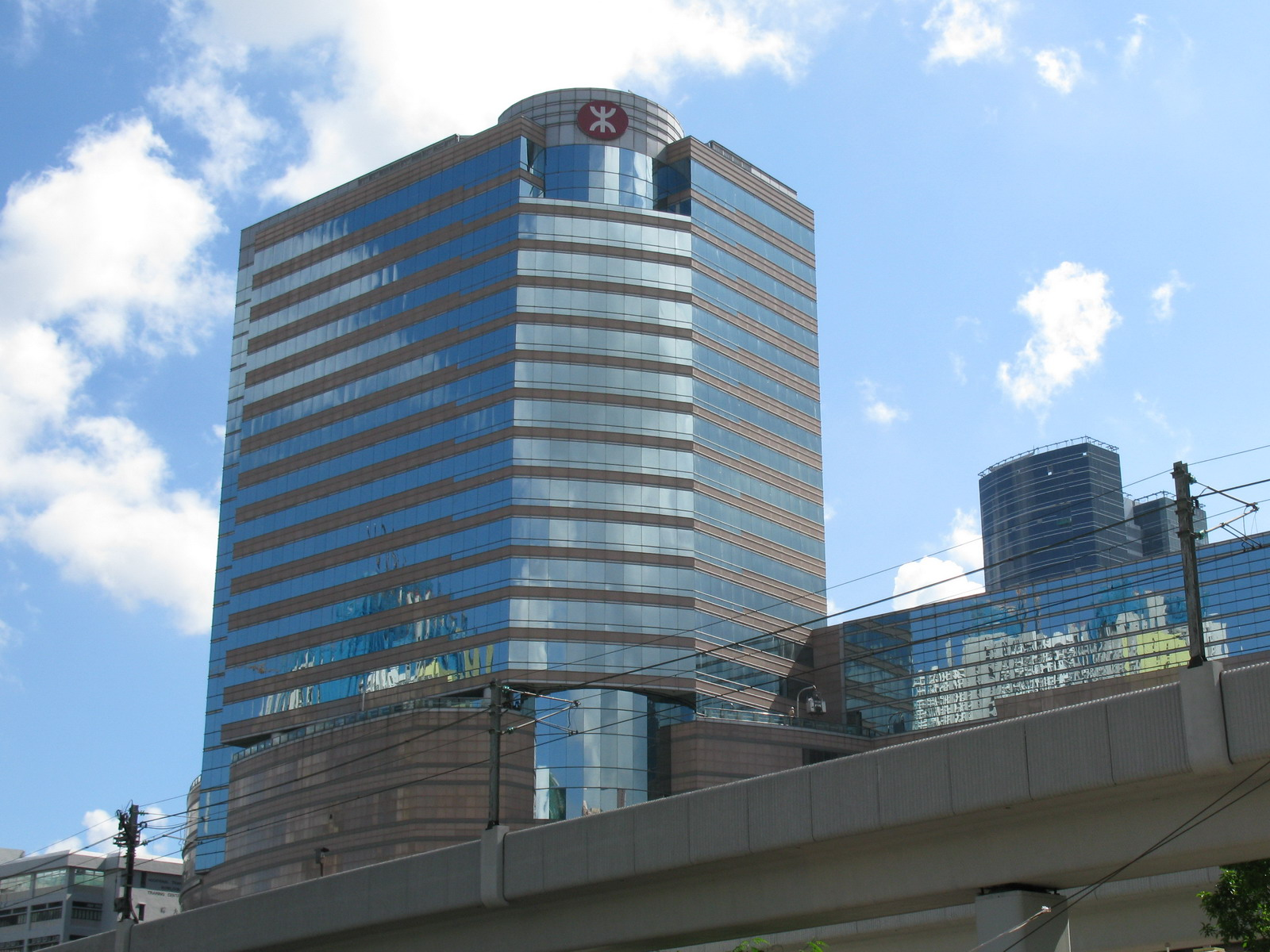
La sede centrale della MTR Corporation a Hong Kong

La MTR Corporation Limited (cinese: 香港鐵路有限公司 / nome precedentemente: 地鐵有限公司), precedentemente conosciuta come Mass Transit Railway Corporation (cinese: 地下鐵路公司), è una compagnia quotata alla borsa di Hong Kong che ha in gestione la Mass Transit Railway (MTR), una delle due metropolitane di Hong Kong.
MTR Corporation è anche un importante sviluppatore di proprietà e proprietario di immobili a Hong Kong.
Investe anche in ferrovie in diverse parti del mondo, ed ha ottenuto contratti per la gestione di alcuni sistemi di trasporto rapido a Londra (Elizabeth line), Stoccolma (metropolitana, servizio ferroviario suburbano), Pechino (parziale metropolitana), Shenzhen (parte della metropolitana), Hangzhou (metropolitana), Melbourne e Sydney.